# Blomskog
Blomskog är kyrkbyn i Blomskogs socken i Årjängs kommun, Värmlands län. Blomskogs kyrka ligger i byn. 

## Namnet
Namnet skrevs på 1430-talet Blomoscogh. Efterleden är skog, förleden innehåller ett äldre namn på Blomsjön eller Blomälven.